# Pentosfosfatvägen

Kortdragen version av de viktigaste stegen i pentosfosfatvägen, som visar hur 2 NADPH samt 1 CO_{2} bildas

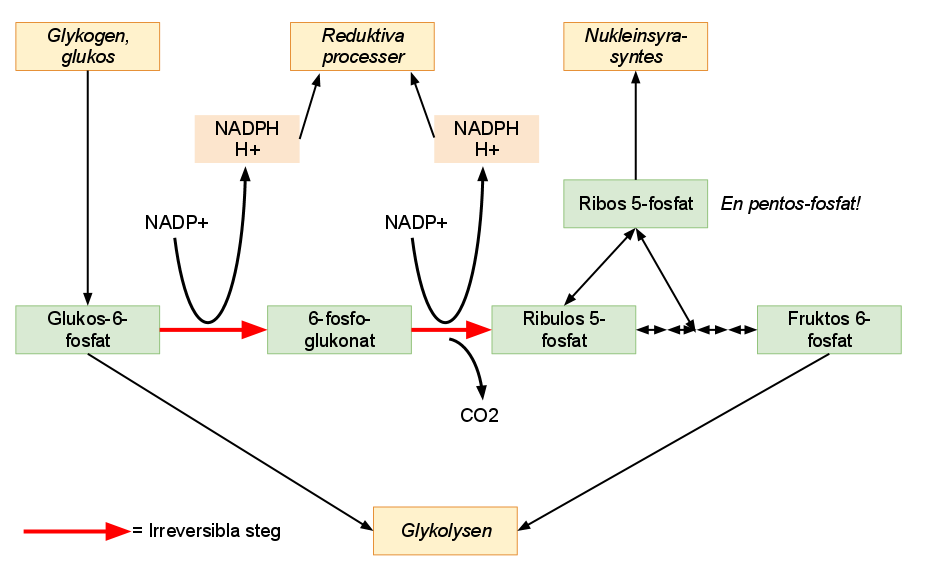
Översiktsbild över pentosfosfatvägen.

Pentosfosfatvägen, även kallad HMP-shunten, pentosshunten och PPP (från engelska pentose phosphate pathway), är en alternativ biokemisk reaktionsväg för glukos-6-fosfat att brytas ner i kroppen. Den har två huvudsakliga syften, att bilda NADPH som senare kan användas till återbildandet av glutation, syntes av fettsyror och kolesterol, samt bildandet av ribos-5-fosfat som används vid bildandet av nukleinsyror och högenergimolekyler som ATP, GTP och NAD+. 

Glukos-6-fosfatdehydrogenas är enzymet som utför reaktionerna och stimuleras av insulin. Genom feedback-inhibering hämmas pentosfosfatvägen av höga halter NADPH.